# Лъжеблагороден лопен
Лъжеблагороден лопен (Verbascum pseudonobile) вид лопен балкански ендемит, разпространен в източните части на областта Македония. В Червената книга на България растението е вписано като Застрашен вид. 

## Разпространение и местообитания
Лъжеблагородният лопен е вид разпространен в крайните югозападни части на България в района на планините Огражден, Малешевска Славянка, Пирин и района на долината на река Струма заключен между тях на надморска височина до 400 m. Видът е разпространен в райони от съседните на България страни: Северна Македония и североизточна Гърция.

## Описание на вида
Лъжеблагородният лопен е двугодишно тревисто растение. Стъблото е високо 30–80 cm. Приосновните листа са дълги около 10 cm и широки до 3 cm По форма са продълговати, перестонаделени и вълновидно нагънати, на цвят сивкави. Съцветията са разклонена и представляват яйцевиднопирамидална метлица. Цветовете са на групи от по 3–5 в основата на съцветието, а към върха са поединично. Венчето е 1,5–2 cm в диаметър, жълто, а отвън голо. Тичинките с оранжеви дръжки и еднакви бъбрековидни прашници. Плодът е яйцевидна до цилиндрична кутийка. Цъфти през юни и юли. Плодовете узряват през юли до септември. Опрашва се от насекоми. Размножава се със семена.

## Неблагоприятно въздействие
Опасност за вида представлява залесяването на райони където расте, животновъдството, както и промени в режима на стопанисване на земите, вкл. и ползването им за туризъм.